# Dypsis catatiana
Dypsis catatiana – gatunek palmy z rzędu arekowców (Arecales). 
Występuje endemicznie na Madagaskarze, w prowincjach Antsiranana, Fianarantsoa, Toamasina oraz Toliara. Można go spotkać między innymi w parkach narodowych Andohahela, Marojejy, Parku Narodowym Masoala, Midongy du Sud, Parku Narodowym Ranomafana i Zahamena.
Rośnie w bioklimacie wilgotnym, średniowilgotnym, jak i górskim. Występuje na wysokości do 2000 m n.p.m.